# Alloysius Agu
Alloysius Agu (Lagos, 12 luglio 1967) è un ex calciatore nigeriano, di ruolo portiere.